# Cordelle
Cordelle település Franciaországban, Loire megyében. Lakosainak száma 944 fő (2022. január 1.). Cordelle Commelle-Vernay, Bully, Saint-Cyr-de-Favières, Saint-Jean-Saint-Maurice-sur-Loire, Saint-Priest-la-Roche és Vézelin-sur-Loire községekkel határos.

## Népesség
A település népességének változása:
| Lakosok száma | 625  | 702  | 749  | 851  | 901  | 902  | 916  | 916  | 925  | 944  |
|               | 1968 | 1982 | 1990 | 2006 | 2013 | 2015 | 2017 | 2019 | 2020 | 2022 |